# Jaume Subias

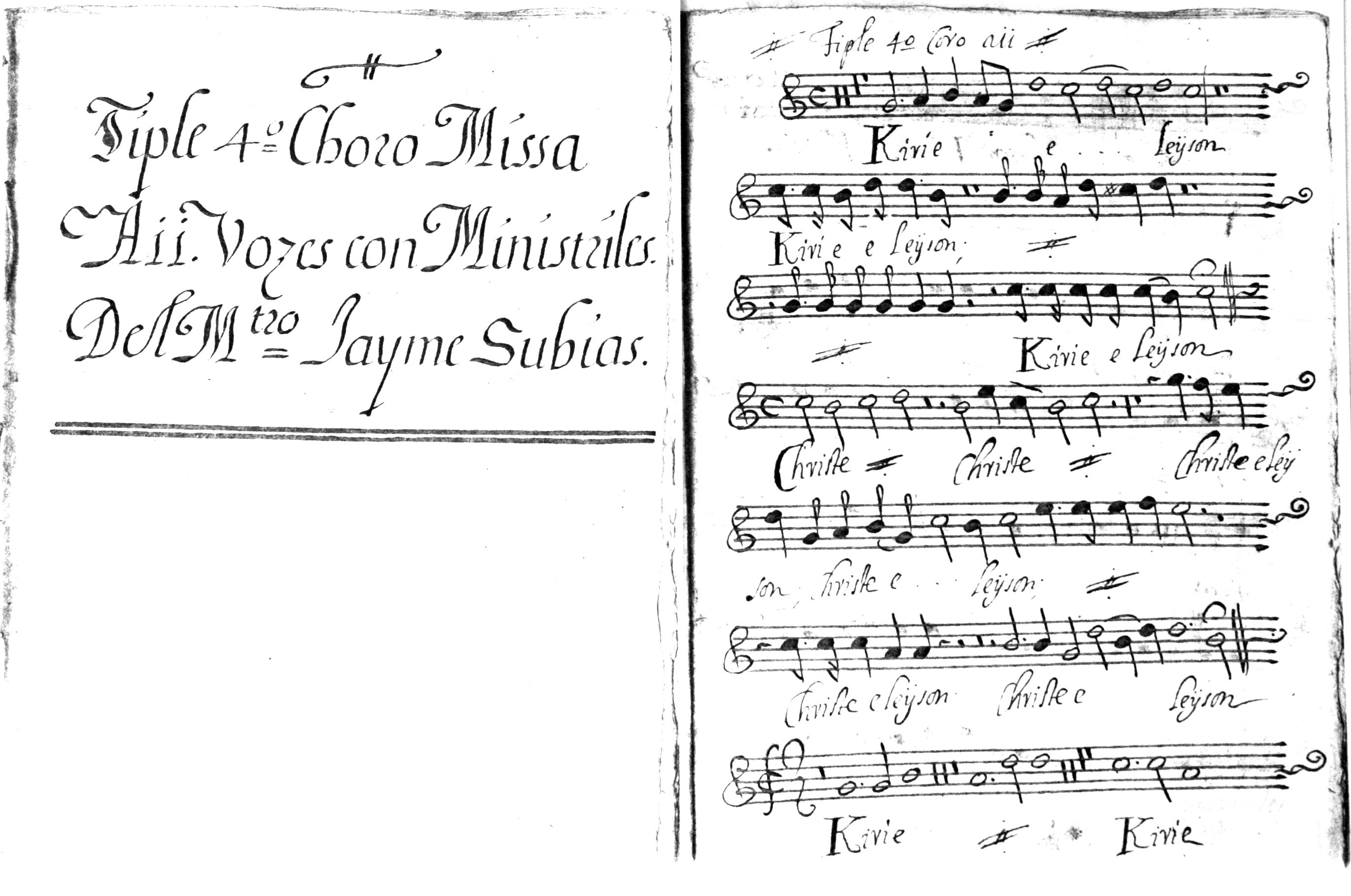
Portada i primera pàgina del tiple del quart cor d'unsa missa a 11 veus amb ministrils.

Jaume Subias (segle XVII-segle xviii) fou un músic, compositor i mestre de capella català.
Va exercir el càrrec de mestre de capella a l'església de Santa Maria del Mar de Barcelona fins al 5 de maig de 1684. A partir d'aquella data i fins al 22 d'octubre de 1695, va continuar desenvolupant les seves funcions com a mestre de capella a la Seu de Manresa. L'any següent, després de sol·licitar un permís al capítol de canonges per absentar-se de la ciutat a causa d'una malaltia, va assumir el magisteri de la capella de la catedral de Vic. No obstant això, no va renunciar oficialment al seu càrrec a Manresa, fet pel qual, l'any 1699, se li va requerir que tornés a aquesta ciutat. Tanmateix, en lloc de fer-ho ell mateix, va ser el seu germà Carles qui es va traslladar a Manresa.
Malgrat que l'any 1713 va tornar a ser elegit mestre de capella de Manresa, no hi ha constància que hi tornés a exercir. Encara com a mestre de la catedral de Vic, l'any 1738 va guanyar la plaça de Sant Joan de les Abadesses, però no va arribar a ocupar-o atès que se li exigia ser tonsurat, a la qual cosa no va accedir.
Se li coneixen una missa, una tèrcia, diverses obres religioses amb text en castellà, villancets i algunes composicions per a orgue a la parroquia de Santa Pau de Girona. La resta d'aquestes obres es conserven als fons musicals de la catedral de Girona (GirC) i al fons de l'església parroquial de Canet de Mar (CnmSPP).